# Río Applegate
El río Applegate (del inglés: Applegate River) es un corto río de Estados Unidos, uno de los principales afluentes del río Rogue que discurre por los estados de California y Oregón. Tiene una longitud de 82 km y drena una cuenca de unos 1810 km². Nace en el norte de California, pronto cruza la frontera noreste y corre luego al noroeste para desaguar en el Rogue a unos de 9,7 km al oeste de Grants Pass. Drena las estribaciones boscosas de las montañas Siskiyou a lo largo de la frontera de Oregón-California.
El río fue nombrado en memoria del pionero Lindsay Applegate, que formaba parte de un grupo que reconoció la región en 1848 mientras buscaban el modo de abrir una ruta más meridional de la ruta de Oregón, la que luego será conocida como el Applegate Trail.

## Curso

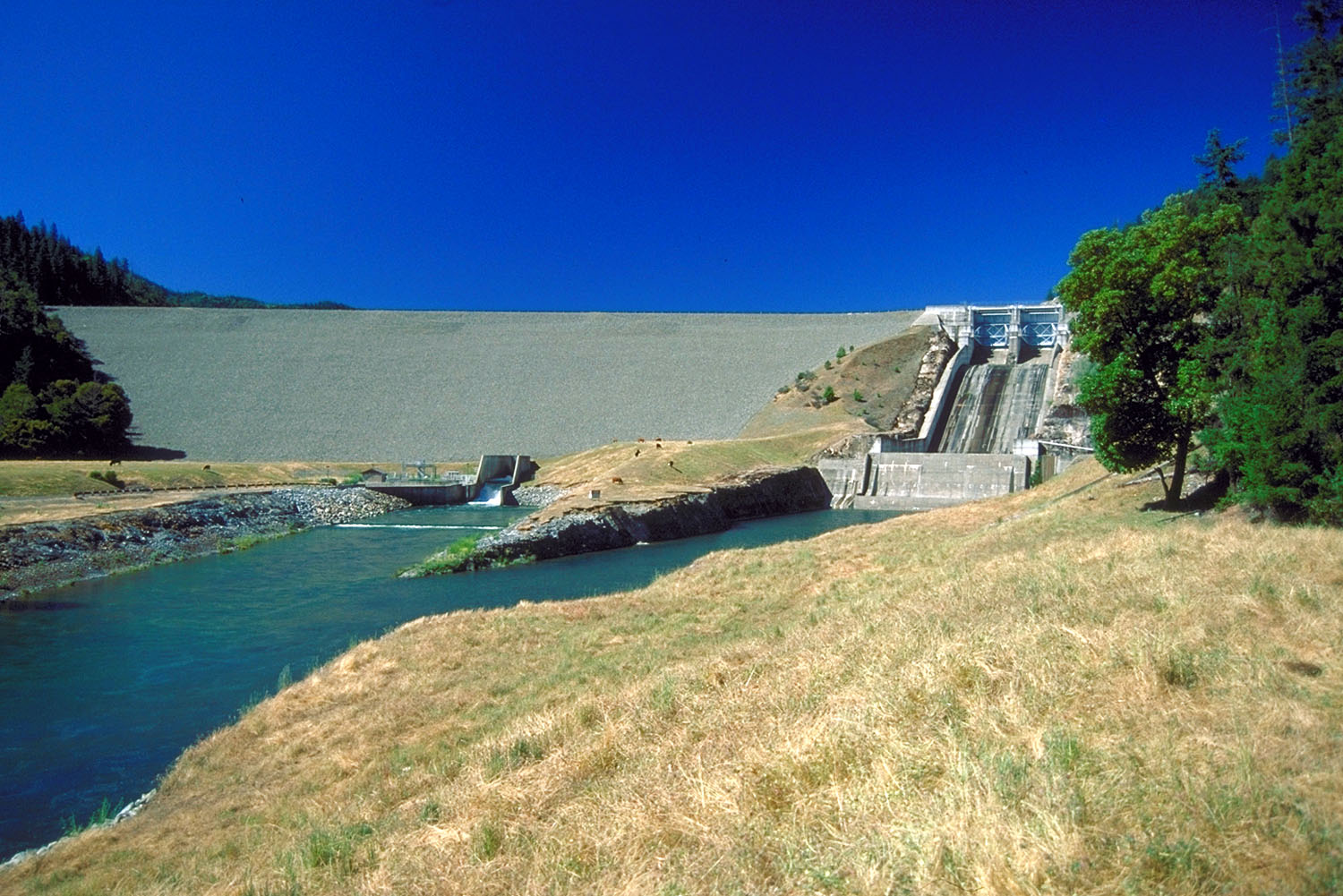
La presa Applegate

Las cabeceras del río Applegate se encuentran en las montañas Siskiyou en California, parte del bosque nacional Rogue River-Siskiyou, y se alimentan del deshielo de las nieves y de varios manantiales. El área de Siskiyou recibe de 430−1020 mm de precipitación media al año. El río fluye luego hacia el norte a través de un empinado cañón que le lleva más allá de la frontera de Oregón-California, recibiendo al arroyo Elliot justo antes de entrar en Oregón. El arroyo Elliot comienza cerca del pico Dutchman, en Oregón, antes de desembocar en el suroeste de California, corriendo más o menos en paralelo a la frontera.  En esta zona se produjeron importantes inundaciones en 1964 y 1974, antes de la construcción de la presa Applegate.
El río está embalsado en la presa Applegate, situada ya a varios kilómetros en el curso en Oregón, formando un embalse de 4,00 km², el lago Applegate. El Cuerpo de Ingenieros del Ejército de los Estados Unidos comenzó la construcción de la presa en 1974 y la completó en 1980. La presa tiene una longitud de unos 400 m y una latura de 74 m y la cola del embalse se extiende casi hasta California. El propósito del lago es proporcionar agua para la irrigación y el control de inundaciones en el valle del Applegate. La comunidad de Copper quedó sumergidas por las crecientes aguas del lago, y ahora está más de 30 m por debajo del nivel del agua. En el lago recibe a otro afluente, el arroyo Carberry.
Desde la presa Applegate, el río fluye hacia el norte, ligeramente este. Alrededor de 13 km de la frontera con California, pasa bajo el puente de McKee. El puente cubierto fue construido en 1917 para los mineros y madereros. Fue cerrado en 1956, al ser considerada inseguro para los vehículos de motor, y se restauró en 1965 y 1985 y ahora el puente está abierto para los peatones.
Varios kilómetros después del puente McKee está la confluencia con el río Little Applegate (de 34 km). Cerca de Ruch, el Applegate se vuelve en dirección noroeste y fluye a lo largo de las comunidades no incorporadas de Applegate y Provolt. Cerca de Provolt pasa del condado de Jackson al condado de Josephine. Dos importantes afluentes del río le abordan en este tramo por la margen derecha, llegando ambos desde el sur, los arroyos Thompson y Williams. El arroyo Williams fue nombrado en memoria del capitán Robert Williams, que luchó contra los indios del río Rogue lo largo del arroyo durante las guerras del río Rogue. Fluye a través de Williams, también llamada así por el capitán. Sigue hacia el noroeste, pasando por Murphy y luego gira hacia el norte, alcanzando  Wilderville, donde recibe al arroyo Salte.
El río desemboca en el río Rogue 9,7 km al oeste de Grants Pass, justo por encima del inicio de la sección del Rogue declarada Wild and Scenic. Descarga un promedio de 20 m³/s, con un máximo de 1350 m³/s (registrado en 1953), y un mínimo de 0,022 m³/s (registrado en 1979, cuando el lago Applegate estaba siendo llenado).

## Cuenca
El río Applegate drena unos 1810 km². Aproximadamente el 35 % de la cuenca es de propiedad del Servicio Forestal de los Estados Unidos (como parte del bosque nacional Rogue River-Siskiyou), y otro 35 % del Bureau of Land Management. El 20% es de propiedad privada, mientras que el 10% restante son bosques comerciales.
Cerca de 12.000 personas viven en la cuenca del río en varios pueblos y granjas, aunque ninguno de las localidades está incorporada.

## Flora y fauna
Los árboles más comunes dentro de la cuenca del río Applegate son el abeto Douglas y el madroño del Pacífico. El roble blanco de Oregón y el arce de hoja grande crecen en los suelos loam que se encuentra en las laderas más altas. Arbustos como el arce enredadera y la manzanita crecen bajo los árboles.
Entre los animales que viven a lo largo del río Applegate está la especie en peligro de extinción de la salamandra de las montañas Siskiyou y el casi amenazado búho moteado.